# مختبر جنرال إلكتريك للأبحاث
مختبر جنرال إلكتريك للأبحاث، هو أول منشأة أبحاث صناعية في الولايات المتحدة، تأسس عام 1900م. يقع المختبر في سكنيكتادي (نيويورك) في ولاية نيويورك. وتلقب مدينة سكنيكتادي بـ«المدينة التي تضيئ وتغرق العالم». كان هذا المختبر مهداً للتقدم التكنولوجي المبكر في جنرال إلكتريك، وبيئة تطوير وضعت معياراً للابتكار الصناعي للسنوات القادمة. تطوّر المختبر ليصبح أبحاث جنرال إلكتريك الشاملة، ويغطي الآن سلسلة من الأبحاث التكنولوجية، بدءاً من الرعاية الصحية إلى أنظمة النقل، في مواقع عديدة في جميع أنحاء العالم. أصبح المختبر معلم تاريخي وطني في الولايات المتحدة عام 1975.